# Abbaye d'Ober-Werbe
L'abbaye d'Ober-Werbe est une ancienne abbaye bénédictine dans le village d'Ober-Werbe, aujourd'hui un quartier de Waldeck, dans le Land de Hesse et le diocèse de Fulda.

## Histoire
L'abbaye de Werbe aurait existé en 1038. Elle est mentionnée pour la première fois en 1124 quand le pape Honorius II accepte la dédicace à Marie et Pierre. À ses débuts, c'est un couvent bénédictin. En 1155, le pape Adrien IV confie Ober-Werbe à l'abbaye de Corvey. En 1207, il devient un monastère. En 1494, les religieuses de Vinnenberg (de) viennent à Werbe pour faire appliquer les règles de la congrégation de Bursfelde.
Après l'adoption de la Réforme protestante dans le principauté de Waldeck-Pyrmont, le comte Philippe IV de Waldeck prend possession du lieu. La dernière abbesse épouse en 1535 le premier pasteur d'Ober-Werbe, le prédicateur Kaspar Jäger. Philippe IV de Waldeck revend les bâtiments à Wilhelm Wolff von Gudenberg (de), qui consent à laisser habiter les quatre derniers religieux. Mais quand Wilhelm Wolff von Gudenberg meurt peu après, sa veuve accepte de léguer le lieu à Samuel de Waldeck, le fils de Philippe IV. En 1564, Simon Bing (de) achète le lieu puis le cède en 1569 à Philippe IV de Waldeck après son ralliement. Sa petite-fille Marguerite, fille de Samuel de Waldeck, meurt en tombant de la falaise en 1575. À partir de 1578, il y a une métairie qui déménage dans la vallée en 1640.
Après la guerre de Trente Ans, la plupart des bâtiments du monastère sont démolis ou utilisés comme matériau de construction pour les nouveaux bâtiments dans le village.

## Source de la traduction
- (de) Cet article est partiellement ou en totalité issu de l’article de Wikipédia en allemand intitulé « Kloster Ober-Werbe » (voir la liste des auteurs).